# Kausalprinzip (Wissenschaftstheorie)
Der Begriff Kausalprinzip wird in philosophischer Literatur, meist aus Bereichen der Wissenschaftstheorie, Erkenntnistheorie oder Metaphysik, für Thesen gebraucht, die in unterschiedlicher Spezifikation „alltagssprachlich durch Wendungen wie ‚jedes Ereignis hat eine Ursache‘ oder ‚alles Werden ist ein Bewirktwerden‘ wiedergegeben“ werden können.

## Interpretationen des Kausalprinzips
Unterschiedliche Vorschläge, die Bedeutung der vagen Formulierung "jedes Ereignis hat eine Ursache" zu analysieren, stellen unterschiedliche Varianten des Kausalprinzips dar. Diese Präzisierungsvorschläge sind insbesondere abhängig vom dabei zugrundegelegten Begriff der Verursachungsbeziehung. Beispielsweise ist strittig, ob auch Ereignisse unter das Kausalprinzip fallen, die nur durch statistische Gesetzmäßigkeiten erklärbar sind, oder nur durch Gesetze mit eingeschränkten Geltungsbereichen. Wird beispielsweise das Kausalprinzip formuliert als die These, „dass alles Geschehen in der Natur ausnahmslos gültigen Gesetzen unterworfen ist“, ist letzteres ausgeschlossen.
Die Verknüpfung des Kausalprinzips mit ausnahmslos gültigen Naturgesetzen entspricht weit verbreiteten wissenschaftsphilosophischen Einstellungen des 19. Jahrhunderts, wie sie etwa in Pierre-Simon Laplaces Théorie analytique des probabilité und John Stuart Mills These der Uniformität der Natur zum Ausdruck kommen. Insbesondere die Debatte um die philosophische Bedeutung der Quantenmechanik führte allerdings im frühen 20. Jahrhundert zu einer breiten Kritik an der traditionellen Interpretation des Kausalprinzips  und abgeschwächten Alternativformulierungen, z. B. „zu jedem Ereignis existiert eine adäquate kausale Erklärung“ – eine These, die jedoch voraussetzt, dass bereits die Begriffe „Ereignis“ und „adäquate kausale Erklärung“ befriedigend analysiert wurden. Ein derart verstandenes Kausalprinzip ist abgeschwächt in dem Sinne, dass Gültigkeit des Kausalprinzips keinen generellen Determinismus als notwendige Bedingung voraussetzt.
Neben Definitionsfragen ist in der Forschungsliteratur insbesondere der methodologische und ontologische Status des Kausalprinzips umstritten. Methodologisch stellt sich insbesondere die Frage, ob sich die Gültigkeit des Kausalprinzips empirisch überprüfen oder apriorisch beweisen lässt. Darüber hinaus kann das Kausalprinzip im Rahmen eines wissenschaftstheoretischen Realismus so interpretiert werden, dass seine Akzeptanz darauf verpflichtet, die einschlägigen Gesetze als Naturgesetze in die Ontologie aufzunehmen. Antirealistische Interpretationen verstehen dagegen das Kausalprinzip meist nicht als ontologisch verpflichtende Aussage, sondern als forschungsleitende methodologische Norm: Man soll naturwissenschaftliche Forschung so betreiben, als ob das Kausalprinzip Geltung hätte.

## Anwendungen und historische Vorkommnisse
Bereits Aristoteles formulierte das Kausalprinzip: „Alles, was entsteht, entsteht durch etwas, aus etwas und als ein gewisses Etwas“. (Metaphysik VII 7, 1032a)
Thomas von Aquin legte mehrere Begründungen für die Existenz Gottes vor. Eine davon kann so interpretiert werden, dass sie u. a. ein Kausalprinzip voraussetzt, nämlich, dass alles in der Welt die Folge von etwas anderem ist.
Der Satz vom zureichenden Grund kann als Variante eines Kausalprinzips interpretiert werden.
Bei Immanuel Kant gehörte das Kausalprinzip zu Strukturen der Erfahrung. Es liegt unserer Erkenntnis von einzelnen Objekten und Sachverhalten der empirischen Wirklichkeit zu Grunde (besteht „a priori“). Kant betrachtet das Kausalprinzip als Grundsatz des Verstandes, der aus der Anwendung des reinen Verstandesbegriffs der Verknüpfung von Ursache und Wirkung auf die reine Anschauungsform der Zeit resultiert: „Alle Veränderungen geschehen nach dem Gesetze der Verknüpfung der Ursache und Wirkung.“ (Immanuel Kant: AA III, 166 )
Die These von der Geltung des Kausalprinzips a priori übernehmen viele Vertreter transzendentaler Philosophie, aber auch der Neuscholastik, z. B. auch Josef de Vries.